# Huerto botánico citrícola El Bartolí
El Huerto botánico citrícola, "El Bartolí" es una colección de cítricos del mundo, jardín botánico de unos 33 000 metros cuadrados de propiedad particular, que se encuentra en el municipio de Palmera (Valencia, España).

## Historia

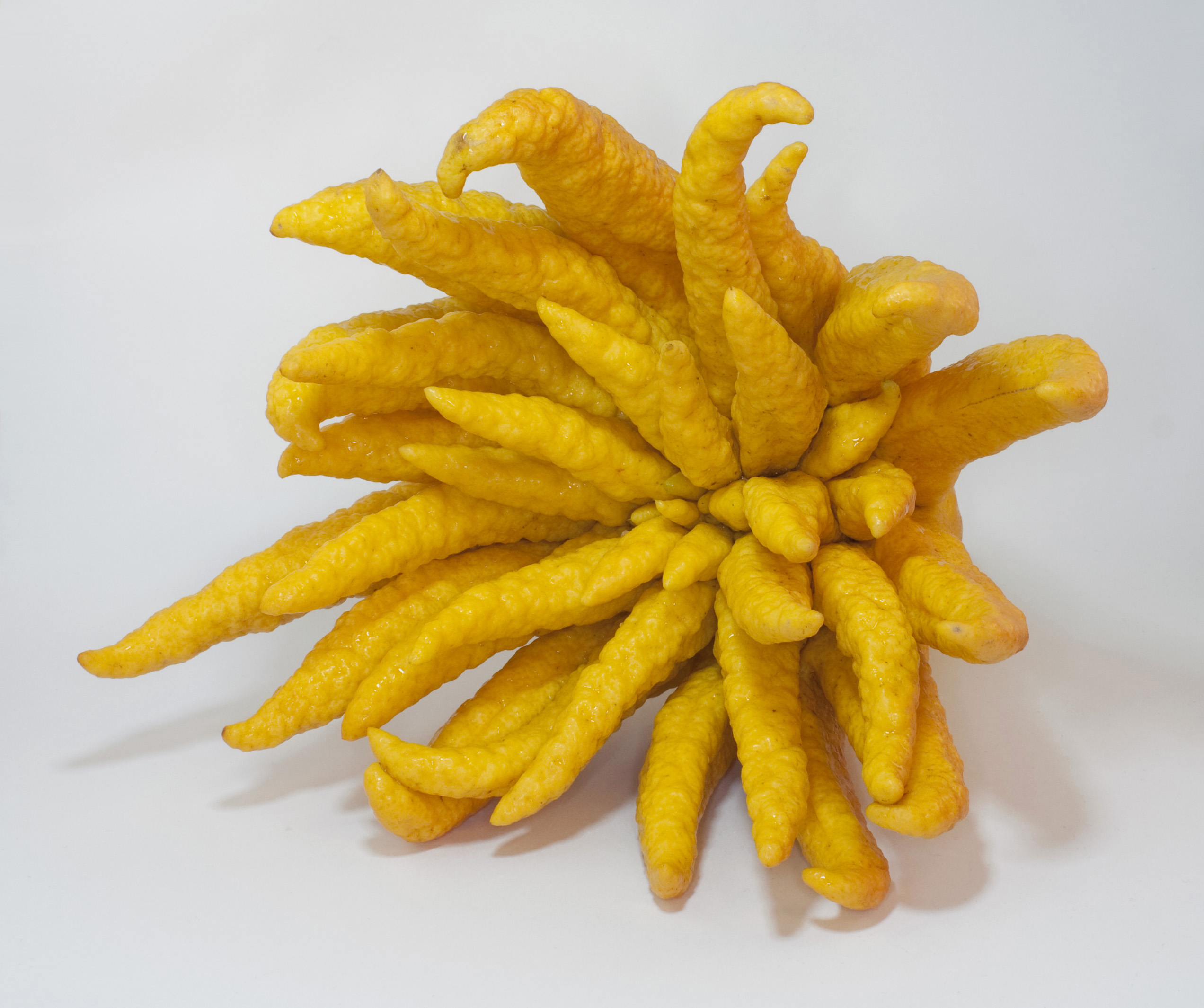
La variedad de cítrico Citrus medica var. sarcodactylis (Mano de buda).

Esta colección de cítricos del mundo ubicada en un jardín en la cercanía del Mediterráneo, ha sido creada por el comisario de arte Vicent Todolí, que trabajó como director de la Tate Modern de Londres (2003-2010).
El núcleo original había sido la finca de naranjos de la familia, que decidió recuperar y ampliar comprando hasta 17 fincas de las lindes en una zona de minifundios llegando a alcanzar los 33.000 m².

## Colecciones
La colección alberga casi 400 variedades de cítricos procedentes de todo el mundo.

## Objetivos y actividades
La "Fundación Todolí Citrus", se encarga de identificar y mantener cultivadas saludables las variedades de cítricos existentes.
Entre los objetivos de la fundación de Vicent Todolí es la de «"demostrar que se pueden usar variedades en la gastronomía, más allá de lo que conocemos, que una cocina basada en los cítricos es más saludable (el famoso aliño con limón en lugar de la sal), que estos frutos tienen muchas más aplicaciones, en la medicina, en la perfumería, que se ha de investigar con ellos"», con un laboratorio culinario, donde poder realizar un archivo de recetas culinarias de cítricos, y profundizar en la investigación botánica gastronómica.